# Rõka
Rõka est un village de la commune de Kastre situé dans le comté de Tartu en Estonie. Avant octobre 2017, il faisait partie de la commune de Meeksi. En 2019, la population s'élevait à 9 habitants.